# Zasysacz liniowy
Zasysacz liniowy – sprzęt pożarniczy służący do zasysania i dozowania środka pianotwórczego oraz mieszania go z przepływającą przez zasysacz wodą, w wyniku czego powstaje wodny roztwór środka pianotwórczego. Są to urządzenia, które wykorzystują energię kinetyczną doprowadzonej cieczy roboczej (wody) do zassania środka pianotwórczego. Składa się on z korpusu, nasady wlotowej, nasady wylotowej, nasady ssawnej o średnicy 25 mm i zaworu dozującego z pokrętłem. Na korpusie umieszczona jest strzałka wskazująca kierunek przepływu roztworu wodnego środka pianotwórczego.
W pożarnictwie stosuje się oznaczenie Z-2 (posiada on nasadę ssawną o średnicy 25 mm i nasadę tłoczną o średnicy 52 mm), Z-4 (nasada ssawna - 25 mm, nasada tłoczna - 52 mm), Z-8 (nasada ssawna - 25 mm, nasada tłoczna -  75 mm), gdzie cyfra oznacza wydajność wodną w hl/min.